# Ipiíba
Ipiíba est un district de la ville de São Gonçalo, Brésil. 
Il est composé de petites maisons, de petites favelas et d'espaces verts. Il se situe entre Niterói et Maricá. Quelques industries (pâtes, cendriers, etc.). Depuis le terminal des bus à Niterói, Ipiiba est desservi par les lignes de bus 537 et 571 (Viação Nossa Senhora do Amparo).